# پیروزی (آلبوم چندآهنگه)
پیروزی (انگلیسی: The Winning) نهمین آلبوم چندآهنگه از خواننده و ترانه‌پرداز اهل کره جنوبی، آی‌یو است که در ۲۰ فوریه ۲۰۲۴ توسط ئی‌دی‌ای‌ام انترتینمنت منتشر شد. این آلبوم نخستین اثر او پس از آلبوم چندآهنگهٔ تکه‌ها در دسامبر ۲۰۲۱ به‌شمار می‌رود. پیش از انتشار این آلبوم، تک‌آهنگ «عشق بر همه پیروز می‌شود» در ۲۴ ژانویه ۲۰۲۴ منتشر شد. پس از آن، «هول‌شی» در ۱۶ فوریه و «خریدار» هم‌زمان با انتشار آلبوم در ۲۰ فوریه منتشر شدند.

## پیش‌زمینه
پس از انتشار آلبوم یاس بنفش (۲۰۲۱)، آی‌یو کار روی آلبوم بعدی‌اش را آغاز کرد. او در فوریهٔ ۲۰۲۳ اعلام کرد که این آلبوم قرار است دربارهٔ احساس سرگشتگی باشد. با این حال، در سپتامبر همان سال اظهار داشت که جهت‌گیری پروژه به‌طور قابل توجهی تغییر کرده و موضوع اصلی آلبوم به «欲» یا اشتیاق/تمنا تبدیل شده است.
آی‌یو در دسامبر ۲۰۲۳ در تاک شوی شوچیتا به میزبانی شوگا از گروه پسرانهٔ کره‌ای بی‌تی‌اس حضور یافت، جایی که به‌طور ضمنی اشاره کرد که آلبوم چندآهنگهٔ پیش‌رویش شامل ترانه‌هایی دربارهٔ سن و سال او خواهد بود.

## جدول‌های موسیقی
| جدول (۲۰۲۴)                       | بالاترین جایگاه |
| --------------------------------- | --------------- |
| آلبوم‌های ژاپنی (اوریکون)          | ۲۸              |
| آلبوم‌های ترکیبی ژاپنی (اوریکون)   | ۴۰              |
| آلبوم‌های داغ ژاپنی (بیلبورد ژاپن) | ۲۹              |
| آلبوم‌های نیجریه (ترن‌تیبل)         | ۵۷              |
| آلبوم‌های کره جنوبی (سرکل)         | ۳               |

| جدول (۲۰۲۴)               | جایگاه |
| ------------------------- | ------ |
| آلبوم‌های کره جنوبی (سرکل) | ۴      |

| جدول (۲۰۲۴)               | جایگاه |
| ------------------------- | ------ |
| آلبوم‌های کره جنوبی (سرکل) | ۶۳     |

## گواهی‌نامه‌ها
| منطقه                             | گواهی    | واحد گواهی‌شده/فروش |
| --------------------------------- | -------- | ------------------ |
| کره جنوبی (گائون)                 | Platinum | ۲۵۰٬۰۰۰^           |
| ^ رقم توزیع تنها بر پایهٔ گواهی‌ها. |          |                    |